# Martin Devergie

a Compétitions nationales et continentales officielles uniquement.

b Matchs officiels uniquement.
Dernière mise à jour le 9 décembre 2024.
Martin Devergie, né le 26 juin 1995 à Nîmes (Gard), est un joueur français de rugby à XV jouant aux postes de troisième ligne  centre ou de troisième ligne  aile au SU Agen.
Il est le fils du joueur international français Thierry Devergie, qui a notamment joué au RC Nîmes et au FC Grenoble.

## Biographie
Martin Devergie naît à Nimes.
Après avoir effectué quelques rencontres avec le MHR lors de la saison 2015-2016, Martin Devergie est prêté, pour la saison 2016-2017 à Colomiers, club de Pro D2. En mars 2017, il signe un contrat de 3 ans avec le MHR, son club formateur.
En novembre 2017, il est sélectionné avec les Barbarians français pour affronter les Māori All Blacks au Stade Chaban-Delmas de Bordeaux. Les Baa-Baas parviennent à s'imposer 19 à 15.
En novembre 2021, il est prêté au SU Agen.

## Statistiques en équipe nationale
- Sélections avec l'équipe de France des moins de 20 ans
- Sélections avec l'équipe de France des moins de 19 ans
- Sélections avec l'équipe de France des moins de 18 ans

## Palmarès
- Montpellier HR
  - Finaliste du Championnat de France en 2018